# Alberto de Mendoza
Alberto de Mendoza (Buenos Aires, 21 januari 1923 – Madrid, 12 december 2011) was een Argentijns acteur. Tijdens zijn 75-jarige filmcarrière speelde hij mee in 114 films. Zijn bekendste rol is die van "Bisschop Pujardov" in Horror Express.
Hij overleed op 88-jarige leeftijd in de Spaanse hoofdstad Madrid. 
- Biblioteca Nacional de España: XX1068021
- Bibliothèque nationale de France: cb15095237t (data)
- Gemeinsame Normdatei: 132223686
- International Standard Name Identifier: 0000 0001 1770 5398
- Library of Congress Control Number: nr99001755
- Nationale Bibliotheek van Israël: 987007337069905171
- Système universitaire de documentation: 155806181
- Virtual International Authority File: 74146427
- WorldCat: E39PBJfh3HpDwBwKrfQ8rK8t8C